# Шнега
Шнега (нем. Schnega) — община в Германии, в земле Нижняя Саксония.
Входит в состав района Люхов-Данненберг. Подчиняется управлению Люхов (Вендланд). Население составляет 1358 человек (на 31 декабря 2010 года). Занимает площадь 53,95 км².
Коммуна подразделяется на 14 сельских округов.